# Frederick Fleet

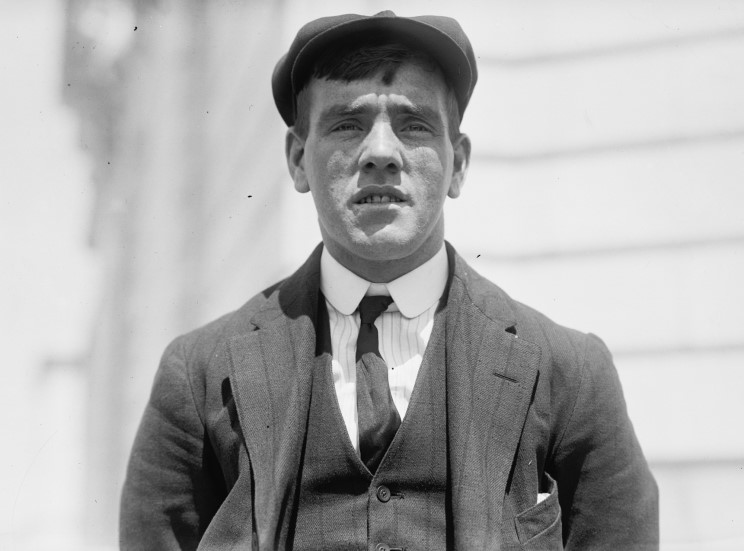
Frederick Fleet (1912)

Frederick Fleet (* 15. Oktober 1887 in Liverpool; † 10. Januar 1965 in Southampton) war ein Mitglied der Besatzung der Titanic, die am 15. April 1912 nach einer Kollision mit einem Eisberg unterging.

## Leben
Frederick Fleet begann schon im Alter von zwölf Jahren seine Ausbildung auf einem Schulschiff, das er mit sechzehn Jahren verließ. 1903 ging er als Schiffsjunge zur See. Bevor er auf der Titanic anheuerte, arbeitete er vier Jahre lang als Ausguck an Bord des White-Star-Line-Dampfers Oceanic.
Später arbeitete er als Ausguck und Vollmatrose auf der Olympic, dem Schwesterschiff der Titanic, sowie auf Schiffen der Union-Castle Line. Ab 1936 fuhr er nicht mehr zu See und arbeitete als Schiffsbauer für die Werft Harland & Wolff, später als Bootsmann an Land für Union-Castle.
Kurz nach dem Tod seiner Frau starb Fleet im Januar 1965 durch Suizid. Er wurde in einem Armengrab in Southampton beigesetzt. 1993 wurde durch Spenden der Titanic Historical Society ein Grabstein aufgestellt, auf dem die Titanic und der Name Frederick Fleets eingraviert sind.

## Titanic
Im April 1912 heuerte Frederick Fleet als Ausguck auf der Titanic an. Zusammen mit Reginald Lee löste er am 14. April 1912 um 22:00 Uhr die Wache im Krähennest ab. Gegen 23:40 Uhr entdeckte er den Eisberg und gab sofort Meldung an die Brücke („Eisberg direkt voraus!“), die der Sechste Offizier James P. Moody entgegennahm. Das Rudermanöver des Ersten Offiziers William M. Murdoch konnte die Kollision jedoch nicht mehr verhindern. Nachdem die Titanic ihre Fahrt gestoppt hatte, wurden Fleet und Lee gegen Mitternacht aus dem Krähennest abgezogen.
Später wurde Fleet durch den Zweiten Offizier Charles Lightoller zum Befüllen und Besteigen des Rettungsboots Nr. 6 abkommandiert, das gegen 0:55 Uhr die Titanic unter der Führung des Quartiermeisters Robert Hichens verließ, bevor das Schiff um 2:20 Uhr unterging. Wie alle anderen Überlebenden erreichte Fleet den Hafen von New York City an Bord der Carpathia.
Fleet war sowohl Zeuge bei der Untersuchungskommission des US-Senats als auch beim britischen Untersuchungsausschuss. Dort konnte er keine Antworten auf die Frage der ungefähren Höhe des Krähennestes geben, noch wie weit der Eisberg nach der ersten Sichtung entfernt war. Auch konnte er nicht sagen, ob zwischen Sichtung und Kollision mit dem Eisberg eine Stunde oder nur zehn Minuten vergingen. Die Aussage „Von Entfernungen und Größen habe ich keine Ahnung, Sir.“ war seine Antwort auf die Frage nach der ungefähren Größe des Eisbergs. Insgesamt gab er zu Protokoll, dass sie, wenn sie wie eigentlich üblich mit Ferngläsern ausgestattet gewesen wären, den Eisberg schon früher entdeckt hätten. Bei dem Eisberg hätte es sich um einen sogenannten „blauen Eisberg“ gehandelt, der bei der vorherrschenden ruhigen See in der mondlosen Nacht gut erkannt worden wäre.
In der Titanic-Verfilmung von 1997 wurde Fleet von Scott G. Anderson dargestellt.